# Köldblandningar
Köldblandningar kallas sådana blandningar, som används för avkylningsändamål. Värme absorberas vid upplösning av sådana kroppar, vilkas löslighet stiger med växande temperatur, och mera värme absorberas, ju mera lösligheten stiger med temperaturen. Härpå beror den avkylning, som uppstår vid lösning av åtskilliga salter (till exempel ammoniumnitrat) i vatten. Blandas snö eller krossad is och salter, blir avkylningen ännu större. Värme åtgår nämligen inte bara för saltets upplösning, utan även för isens smältning. Blandas tre delar snö (eller krossad is) och en del koksalt av 0 °C temperatur, sjunker denna blandnings temperatur till ungefär –21 °C. En blandning av två delar kalciumklorid och en del snö ger en temperatur av ungefär –55 °C och så vidare. Dessa temperaturer är desamma som motsvarande lösningars kryohydratiska temperaturer. Andra köldblandningar är ren alkohol och snö (–30 °C), lika delar 66-procentig svavelsyra och snö (–37 °C), fast koldioxid (kolsyresnö) och eter (–80 °C) och så vidare. De nämnda köldblandningarna användes ibland för avkylning i liten skala. I större skala används kylmaskiner.
För att åstadkomma oföränderliga temperaturer mellan 0 °C och –50 ° användas kryohydrat, som framställs genom utfrysning av koncentrerade saltlösningar. Den omvända vägen, blandning av is respektive snö och salt, lämnar inte fullt konstanta resultat.